# Roda de diàleg
Una roda de diàleg o arbre de diàleg és un mecanisme habitual en molts videojocs d'aventures i de rol. Quan interactua amb un personatge que no és jugador, el jugador pot triar què dir i prendre decisions posteriors fins que finalitzi la conversa. Alguns gèneres de videojocs, com ara novel·les visuals i simulacions de cites, giren gairebé completament al voltant d'aquestes interaccions de personatges i diàlegs de ramificació.

## Història
La roda de diàleg ha existit molt abans dels videojocs. La primera aparició de la qual es té constància en el llibre El jardín de senderos que se bifurcan de Jorge Luis Borges del 1941. Igual que en els videojocs el lector pot anar
El primer sistema de diàleg per ordinador es va presentar en ELIZA, un primitiu programa informàtic de processament del llenguatge natural escrit per Joseph Weizenbaum entre 1964 i 1966. El programa emular la interacció entre un usuari i un terapeuta artificial. Amb l'arribada dels videojocs l'entreteniment interactiu ha intentat incorporar interaccions significatives amb personatges virtuals. Els diàlegs de ramificació s'han convertit des de llavors en una característica comuna en novel·les visuals, simulacions de cites, jocs d'aventura i videojocs de rol.

## Valor i impacte
Aquest mecanisme permet als dissenyadors de jocs proporcionar converses interactives amb personatges que no siguin jugadors sense haver de fer front als desafiaments del processament del llenguatge natural en el camp de la intel·ligència artificial. En jocs com Monkey Island, aquestes converses poden ajudar a demostrar la personalitat de certs personatges.